# Seznam evroposlancev iz Nizozemske (1999–2004)
Seznam evroposlancev iz Nizozemske v mandatu 1999-2004.

## B
- Bastiaan Belder (Evropa demokracij in raznolikosti)
- Margrietus J. van den Berg (Stranka evropskih socialistov)
- Johannes Blokland (Evropa demokracij in raznolikosti)
- Johanna L.A. Boogerd-quaak (Evropska liberalna, demokratska in reformna stranka)
- Bob van den Bos (Evropska liberalna, demokratska in reformna stranka)
- Theodorus J.J. Bouwman (Skupina Zelenih-Evropska svobodna zveza)
- Cees Bremmer (Evropska ljudska stranka - Evropski demokrati)
- Kathalijne Maria Buitenweg (Skupina Zelenih-Evropska svobodna zveza)
- Ieke van den Burg (Stranka evropskih socialistov)

## C
- Dorette Corbey (Stranka evropskih socialistov)

## D
- Rijk van Dam (Evropa demokracij in raznolikosti)
- Bert Doorn (Evropska ljudska stranka - Evropski demokrati)

## H
- Michiel van Hulten (Stranka evropskih socialistov)

## L
- Joost Lagendijk (Skupina Zelenih-Evropska svobodna zveza)

## M
- Albert Jan Maat (Evropska ljudska stranka - Evropski demokrati)
- Jules Maaten (Evropska liberalna, demokratska in reformna stranka)
- Toine Manders (Evropska liberalna, demokratska in reformna stranka)
- Maria Martens (Evropska ljudska stranka - Evropski demokrati)
- Erik Meijer (Evropska združena levica – Zelena nordijska levica)
- Jan Mulder (Evropska liberalna, demokratska in reformna stranka)

## O
- Ria G.H.C. Oomen-Ruijten (Evropska ljudska stranka - Evropski demokrati)
- Arie M. Oostlander (Evropska ljudska stranka - Evropski demokrati)

## P
- Peter Pex (Evropska ljudska stranka - Evropski demokrati)
- Elly Plooij-van Gorsel (Evropska liberalna, demokratska in reformna stranka)
- Bartho Pronk (Evropska ljudska stranka - Evropski demokrati)

## R
- Alexander de Roo (Skupina Zelenih-Evropska svobodna zveza)
- Marieke Sanders-Ten Holte (Evropska liberalna, demokratska in reformna stranka)

## S
- Joke Swiebel (Stranka evropskih socialistov)

## V
- W.G. van Velzen (Evropska ljudska stranka - Evropski demokrati)
- Herman Vermeer (Evropska liberalna, demokratska in reformna stranka)

## W
- Jan Marinus Wiersma (Stranka evropskih socialistov)